# منتخب كوبا لكرة الماء للسيدات
منتخب كوبا لكرة الماء للسيدات (بالإسبانية: Selección femenina de waterpolo de Cuba)‏ هو ممثل كوبا الرسمي في المنافسات الدولية في كرة الماء للسيدات
.